# Volendam
Volendam je město v Nizozemí, v okrese Edam-Volendam, v provincii Severní Holandsko (Noord-Holland). K 1. lednu 2021 zde žilo 22 715 obyvatel.

## Historie
Volendam se původně jmenoval Folle(n)dam. Původně tudy ústila řeka E neboli Ije (na které leží město Edam) do Zuiderzee. V roce 1357 vytvořili obyvatelé Edamu kratší spojení mezi Purmermeer a Zuiderzee, proto byla postavena hráz a starý přístav v Edamu byl uzavřen; odtud Vollendam. Poté se zde rychle začali usazovat sedláci a rybáři.
Na počátku 20. století zde trávili čas malíři Pablo Picasso a Auguste Renoir
V současnosti je Volendam město s asi 22 tisíci obyvateli které se stále rychle rozrůstá. Turisté sem jezdí kvůli dobovým kostýmům a rybářským lodím, ale naleznou tu pouze několik krámků se suvenýry u přístavu a loď, která je vezme do Marken. A přirozeně také obyvatele, jejichž móda se liší od zbytku Nizozemí a kteří hovoří vlastním dialektem – volendamštinou. Z historického pohledu byl Volendam vždy římskokatolickou vesnicí v jinak silně protestantském okolí. V dřívějších dobách byla vesnice známa vysokým počtem nizozemským misionářů a kněží na čtvereční kilometr. Díky sekularizaci a postupné ztrátě významu církve však návštěvnost kostelů ve Volendamu klesá. V posledních letech však dochází k opětovnému růstu zájmu.

## Slavnosti
Nejznámější slavností ve Volendamu je čtyřdenní pouť, která se koná každý rok první víkend v září. Na hrázi se konají velké slavnosti a v centru vesnice je velký počet atrakcí. Na tuto pouť sem přicházejí lidé z celého Nizozemí.

## Pamětihodnosti
- Volendamské muzeum a sigarenbandjeshuisje
- Palingsoundmuseum
- bludiště
- přehrada
- přístav
- brusírna diamantů
- kostel sv. Vincenta

## Kroj

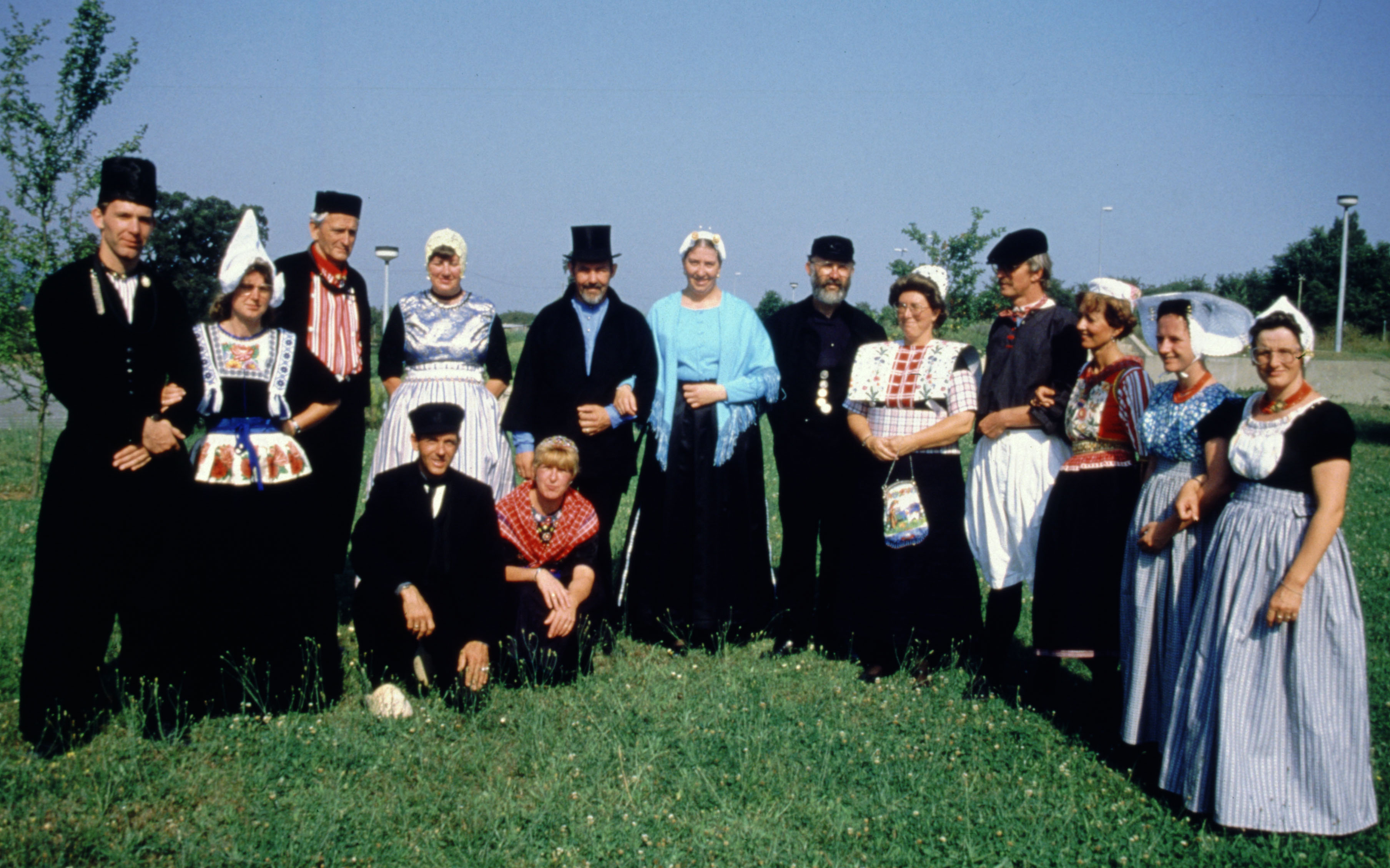
Holandské tradiční kroje vystavené na festivalu Lidového života. Volendamské kroje jsou první dva zleva.

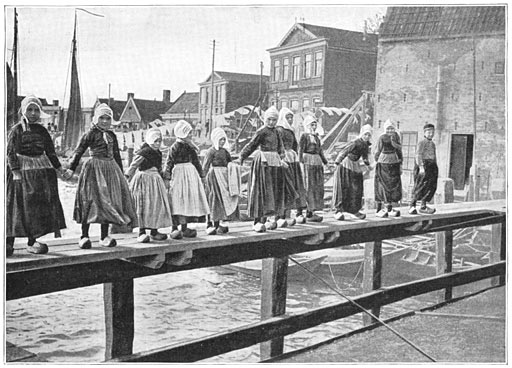
Holčičky z Volendamu v tradičních krojích, 1906

Volendamský kroj je velice známý a je často používán v reklamách, které propagují Holandsko, v nichž má roli národního kroje. 

## Obchod
Podél hráze je mnoho turistických obchodů. Na ulici Conijnstraat se každou sobotu od 10h do 17h koná trh.

## Doprava
Do Volendamu se dostanete z Purmerendu silnicí N244. Z Hoornu, Amsterdamu a Monnickedamu silnicí N247. Z Edamu silnicí N247/N517.

### Trajektová přeprava
Od půlky března do konce října funguje spojení mezi Volendamem a Markenem od 10:30 do 17:30, každých 20 až 30 minut.

## Kokain ve Volendamu
Mezi lety 2002 a 2007 byl Volendam přetřásán pravidelně ve zprávách ve spojení s rozšířeným používáním kokainu mezi mládeží.

## Film
V roce 2014 se zde natáčel bollywoodský film Queen režiséra Vikase Bahla. Roli královny ztvárnila indická herečka Kangana Ranautová.

## Slavní rodáci
- Dick Tol (1934–1973), fotbalista
- Gerrie Mühren (1946–2013), fotbalista
- Arnold Mühren (* 1951), fotbalista
- Carola Smit (* 1963), zpěvačka
- Nick Schilder (* 1983), zpěvák
- Simon Keizer (* 1984), zpěvák
- Jan Smit (* 1985), zpěvák
- Cees Keizer (* 1986), fotbalista